# 拉格蘭德鎮區 (明尼蘇達州道格拉斯縣)
拉格蘭德鎮區（英語：La Grand Township）是位於美國明尼蘇達州道格拉斯縣的一個行政鎮區。

## 地方資料
拉格蘭德鎮區的面積為81.22平方千米，當中陸地面積為64.49平方千米，而水域面積為16.73平方千米。根據2020年美國人口普查的數據，當地共有人口4279人，而人口密度為每平方千米52.68人。